# Letanía (Carnaval de Barranquilla)

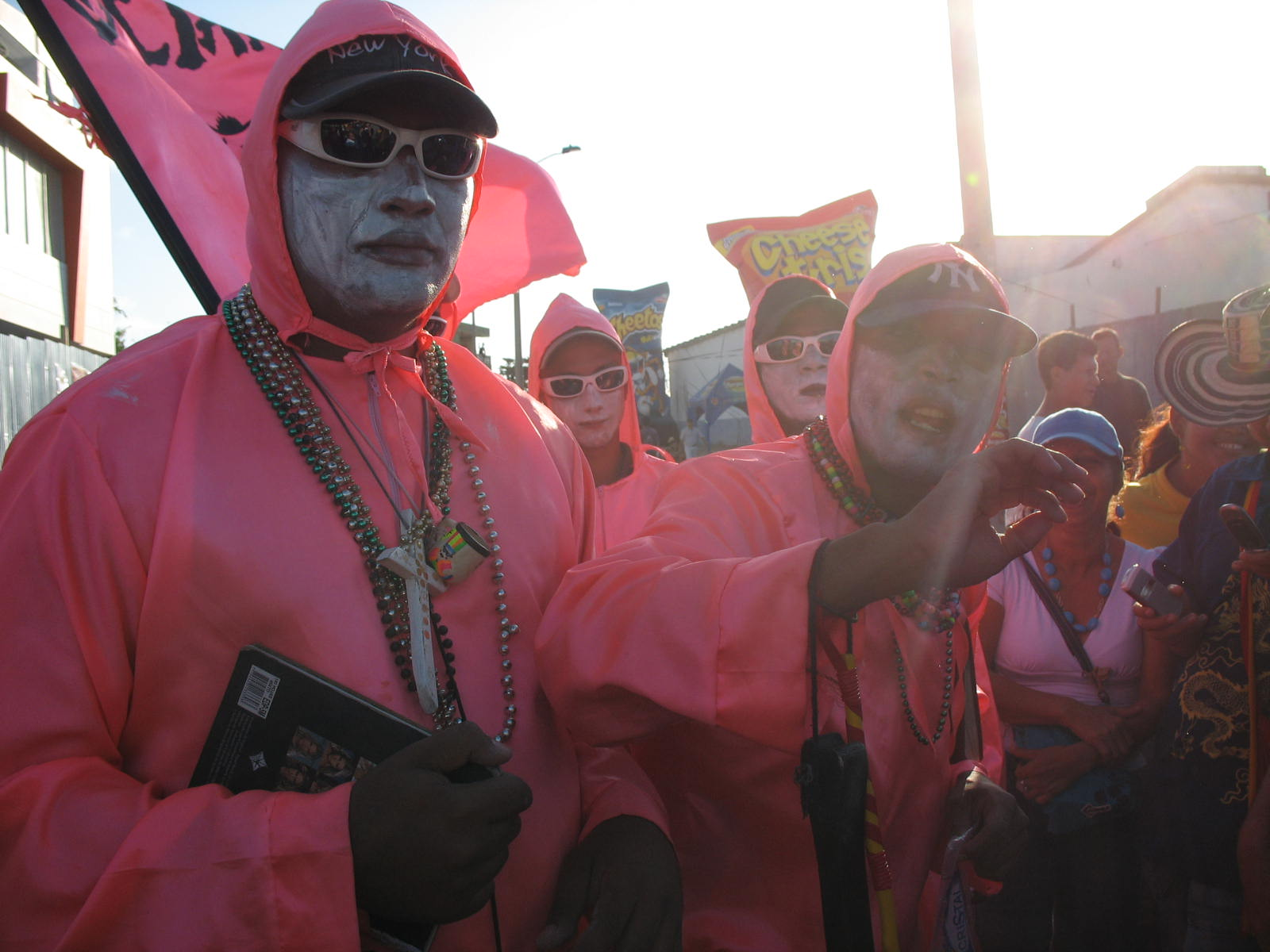
Grupo de letanías.

Las letanías del carnaval de Barranquilla son versos de característica entonación de rezo católico con los cuales se satirizan, ventilan, critican y se hace burla de temas y personajes de la actualidad local, nacional e internacional durante la celebración. Las letanías del Carnaval de Barranquilla son una parodia o contraposición a las oraciones católicas con que se invocan a Jesucristo, a la Virgen o a los Santos como mediadores.

## Historia
Las letanías del Carnaval de Barranquilla surgieron por primera vez en el barrio Rebolo (esquina de la calle Soledad con el callejón de la Ceiba, calle 17 con carrera 22) en 1930, los primeros en componerlas fueron Las Ánimas Negras de Rebolo.

## Características
Los rezos o versos son cuartetos de siete u ocho sílabas que combinan primer verso con tercero, y segundo con cuarto en una estructura responsorial. Los rezos son acompañados o respondidos por otra estrofa de dos versos denominada coro.
Por lo general, los grupos de letanías están conformados por ocho o diez integrantes encabezados por un rezandero que lee las estrofas, y los coristas que le responden cantando o recitando. Se denomina letaniero al autor o escritor de los versos.
Los grupos recitan los versos sin coreografía, vestidos de toga o una túnica, sin acompañamiento musical.
Existen tres tipos de letanías o libretos: un texto "picante", vulgar, "rojo", llamado "mondongo" (en referencia a La ópera del mondongo, canción obscena de José María Peñaranda), otro de doble sentido o verde, y uno más denominado "lavado" o "amarillo", de temática "suave" (sin obscenidades, apto para todo público). Las letanías también acompañan a la reina viuda el martes de carnaval durante el entierro de Joselito Carnaval.

## Competencia
El martes de carnaval se lleva a cabo en el barrio Abajo o en la plaza de la Paz el Festival de Letanías. A cada grupo le dan ocho minutos para recitar 40 estrofas, actualmente cada una con una  respuesta diferente, anteriormente se usaba una sola respuesta.
El jurado evalúa el ingenio, la originalidad y la creatividad de las letanías de cada grupo, así como la vocalización, los temas, hechos y personajes de actualidad abordados, la presentación en general y el vestuario.